# 劉伸 (萬曆進士)
劉伸（1585年—？），字叔達，號弘宇，江西建昌府廣昌縣人。

## 生平
十歲能文，弱冠補博士弟子，与兄刘位、弟刘化并稱三劉。萬曆三十四年丙午（1606年）舉於鄉，三十五年（2607年）丁未成進士，初任郓城县知县，旋移歙縣，有富豪程大约者，擅譽墨卿，前後令率為所染，伸獨嚴拒之。邑有室女美，大约欲私之，不可，大约怒，诡名聘女歸，立毙之杖下。伸窮治其事，一時負冤者幾百人，皆来攻大约，大府聞之，为大约地，伸不納，卒置之死，民快之。邑地不产絲絹，例徵舡料抵輸，商民大困。伸歲却羡钱數千緡，代輸，商甚便焉。内召为工部主事，典試河南，稱得士。尋为其地參政，累官河南按察使、湖廣左布政使。伸起家奇貧，自邑令至方面，清操如一。

## 家族
曾祖劉孟文。祖父劉沐。父刘承恩。前母高氏，母某氏。慈侍下。兄刘作、劉位。弟劉化。
弟劉位號正宇，孝廉，官樂清令。劉化號泰宇，恩貢，官運副，皆有声。伸子劉大年，崇祯十年进士。官兵部主事。奉使南京，还朝，道经历城，清兵陷城，抗节死。